# 942
سنة 942 م كانت سنة بسيطة تبدأ يوم السبت (الرابط يظهر نموذج التقويم الكامل للسنة) من التقويم اليولياني.

## مواليد
- سفياتوسلاف الأول

## وفيات
- سعيد الفيومي، فيلسوف يهودي مصري.
- محبوب بن قسطنطين، مؤرخ مسيحي ملكاني وأسقفا مدينة منبج.